# St-Germain-St-Benoît (Saint-Germain-en-Brionnais)

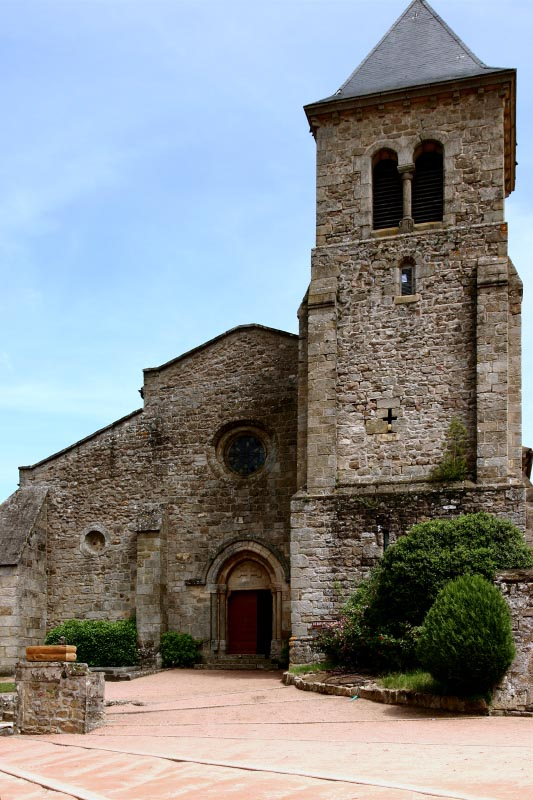
Westansicht der Kirche mit Glockenturm

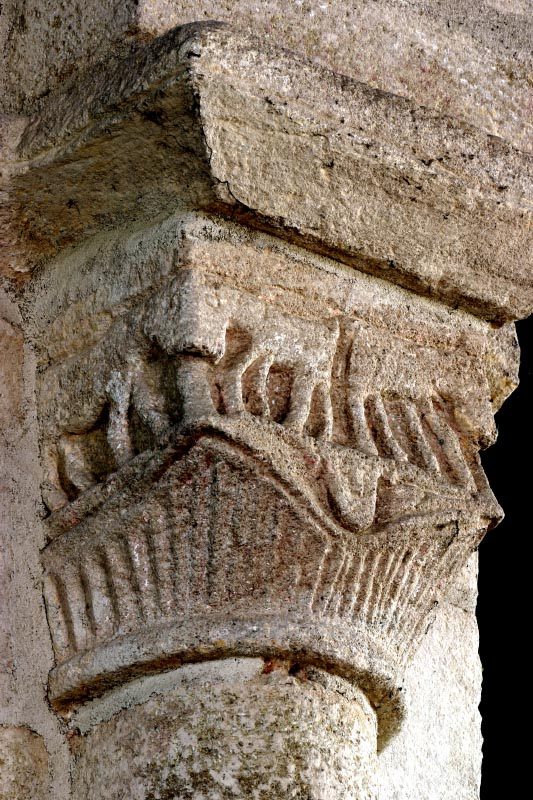
Romanisches Kapitell in der Kirche

Die Kirche Saint-Germain-et-Saint-Benoît ist eine romanische Pfarrkirche in der Gemeinde Saint-Germain-en-Brionnais im Département Saône-et-Loire in der historischen Region Burgund (Frankreich), die im 11. Jahrhundert errichtet wurde. Die Kirche steht seit 1930 als Monument historique unter Denkmalschutz.

## Geschichte
Die Kirche von Saint-Germain-en-Brionnais besitzt das Doppelpatrozinium des heiligen Germanus von Auxerre und des heiligen Benedikt von Nursia. Sie entstand wohl im 11. Jahrhundert  als Teil eines Klosters, das bereits im späten Mittelalter aufgelöst wurde. Die Konventsgebäude wurden bereits 1569 während der Hugenottenkriege zerstört.

## Architektur
Die Kirche ist eine Hallenkirche, deren Mittelschiff aus vier Jochen besteht und von einem Tonnengewölbe gedeckt wird. Die Seitenschiffe sind kreuzgratgewölbt. Da ein Querhaus nicht vorhanden ist, schließen sich an die drei Schiffe direkt die drei halbrunden Apsiden an.
Der seitlich versetzte Glockenturm vor der Westfassade entstand etwas später als die Kirche und besitzt schmale, schießschartenartige Fenster.

## Ausstattung
Im linken Seitenschiff befindet sich das Grabmal der Sybille von Dyo und Sigy. Sie entstammt dem Geschlecht, das die Klostergründung durch Stiftungen ermöglichte. Das rechte Seitenschiff besitzt einen romanischen Altar, der auf der Rückseite ein Loch (débeurdinoire) aufweist, so dass man den Kopf hineinstecken kann. Dies soll nach einer lokalen Überlieferung ein Mittel gegen alle Formen von Schwachsinn sein.